# O mia bela Madunina
O mia bela Madunina, in origine Madonina o La Madonina, è una canzone composta in parole e musica da Giovanni D'Anzi nel 1934. Fu incisa dal tenore Renzo Mori nel 1936.

## Concezione e composizione
Nel 1934 Giovanni D'Anzi, milanese di origine meridionale (pugliese, per l'esattezza), lavorava come pianista e cantante al Pavillon Doré, una sala al piano interrato del teatro di varietà Trianon di Milano. La città continuava ad assorbire forza lavoro dalle zone rurali di varie regioni della penisola italiana e, tra queste, soprattutto dall'Italia meridionale. A D'Anzi capitava spesso di avere tra il proprio pubblico persone di origini meridionali che gli chiedevano di suonare canzoni della tradizione napoletana o in genere del sud Italia, da cui proveniva (e ancora oggi proviene) un imponente flusso migratorio mai interrotto dall'Unità d'Italia.
Poco dopo compose Madonina e nell'ottobre del 1935 la eseguì a sorpresa al termine di uno spettacolo con repertorio partenopeo e anche romano. L'allusione a Roma, la Capitale politica del Paese (mentre Milano ha sempre incarnato il cuore economico e finanziario), si deve inquadrare in una rivalità che il capoluogo lombardo ha avuto, fin dall'unione amministrativa della Penisola, nei confronti della città papalina, in termini di competitività e visibilità. D'Anzi scrisse e compose il brano senza l'aiuto del suo paroliere di fiducia Alfredo Bracchi. Il testo della canzone è scritto in un milanese a tratti un po' approssimativo, con qualche italianismo: ad esempio il termine dominet (cioè "domini", voce del verbo "dominare") è inesistente nel dialetto ambrosiano ed è chiaramente un lemma latino. Il titolo (in italiano "O mia bella Madonnina") fa riferimento alla statua dorata posta in cima al Duomo di Milano nel 1774, uno dei simboli più noti della città. Col tempo la canzone è diventata uno degli inni musicali di Milano. La primazia della canzone napoletana nel panorama italiano era, ed è, d'altronde innegabile, e a Milano molti emigrati meridionali chiedevano venisse suonata nei night club e nei locali per rimembrargli della patria sud-italiana lasciata a malincuore in cerca di una vita dignitosa. La nostalgia dell'immigrato meridionale per la terra natìa e il doloroso trapianto in una città tanto diversa quanto prossima sono i temi della canzone, ma in generale caratterizzano uno spaccato di vita quotidiana che non si è mai esaurito. Non è scontato ricordare che i movimenti migratori muovevano sì in gran parte verso Milano, ma anche verso il resto del Nord e il Centro Italia (Roma in primis). Un contrappasso mai veramente superato né risolto, aggravato dal secolare divario interno, raccontato e cantato in innumerevoli forme d'arte che ne illustrano la tragicità e, al contempo, i successi di chi è riuscito a cambiare positivamente la propria vita. D'altra parte, l'introduzione, a sorpresa, del riferimento alla musica romanesca si deve alla lunga e serrata rivalità tra due città cardine dell'Italia unita. Non è difficile immaginare che, da parte dei lombardi, vi fosse anche un certo distacco e disaccordo rispetto alla scelta dei Savoia di porre la Capitale a Roma. Da qui una rivalità mai sopita che, in terra italica, avvezza ai provincialismi più beceri, imperversa ancora oggi. Molto meno diffusa di quella napoletana, la musica romanesca aveva comunque un suo seguito, data anche la fiorente tradizione musicale popolare nella Roma pre e post-unitaria. Divenuta la nuova Capitale, i motivi romaneschi si diffusero anche fuori dalla Città, per poi essere esportati e suonati anche altrove, per sbarcare il lunario, proprio da chi giungeva a Milano. Interessante notare, inoltre, che i versi dove si parla di Roma sono recitati in uno stentato dialetto romanesco, come per farne una caricatura volutamente burlesca.

## Pubblicazione
Il brano venne interpretato da Renzo Mori e pubblicato su un disco a 78 giri insieme a Veggia stazion nel 1936.

## Nella cultura
Nell'aprile del 2020 il titolo del brano nonché prima frase del ritornello, notissimo ai milanesi e non solo, è stato scelto dall'arcivescovo di Milano Mario Delpini per il titolo del suo volume O mia bèla Madunina. Il coraggio della speranza in tempo di pandemia.

## Esecuzioni
- 1956 – Evelina Sironi e Alberto Rabagliati in I Canzon De "La Madonina"
- 1963 – Tito Gobbi
- 1970 – Nanni Svampa in Milanese. Antologia della canzone lombarda - Volume 4: Le canzoni della Madonina
- 1980 – Memo Remigi in Grand'amore LP/Ricordi
- 1981 – Squallor in Mutando
- 1997 – Luciano Tajoli in Luciano Tajoli canta I Grandi Autori Vol. 1
- 2018 – Antonella Ruggiero in Quando facevo la cantante - CD 1 La canzone dialettale e popolare, eseguita dal vivo in piazza del Duomo di Milano con Arkè String Project, Mark Harris (pianoforte giocattolo), Ivan Ciccarelli (percussioni) e Renzo Ruggieri (fisarmonica).
- 2023 – Chris Martin con i Coldplay, dal vivo durante il concerto allo Stadio di San Siro, come omaggio alla città.[11][12]